# Kostel Pribićki
 Kostel Pribićki  falu Horvátországban Zágráb megyében. Közigazgatásilag Krašićhoz tartozik.

## Fekvése
Zágrábtól 39 km-re délnyugatra, községközpontjától 4 km-re északra a Zsumberki-hegység lejtőin fekszik.

## Története
A falunak 1857-ben 76, 1910-ben 122 lakosa volt. Trianon előtt Zágráb vármegye Jaskai járásához tartozott. 2001-ben 54 lakosa volt. 

## Lakosság
| Lakosság változása | Lakosság változása | Lakosság változása | Lakosság változása | Lakosság változása | Lakosság változása | Lakosság változása | Lakosság változása | Lakosság változása | Lakosság változása | Lakosság változása | Lakosság változása | Lakosság változása | Lakosság változása | Lakosság változása |
| ------------------ | ------------------ | ------------------ | ------------------ | ------------------ | ------------------ | ------------------ | ------------------ | ------------------ | ------------------ | ------------------ | ------------------ | ------------------ | ------------------ | ------------------ |
| 1857               | 1869               | 1880               | 1890               | 1900               | 1910               | 1921               | 1931               | 1948               | 1953               | 1961               | 1971               | 1981               | 1991               | 2001               |
| 76                 | 99                 | 123                | 129                | 113                | 122                | 104                | 81                 | 89                 | 84                 | 89                 | 90                 | 85                 | 74                 | 54                 |

## Külső hivatkozások
Krašić hivatalos oldala